# Bertea, Prahova
Bertea este satul de reședință al comunei cu același nume din județul Prahova, Muntenia, România.